# 에드워드 하드윅
에드워드 하드윅(Edward Hardwicke, 1932년 8월 7일 ~ 2011년 5월 16일)은 잉글랜드의 배우이다.

## 출연 작품
- 올리버 트위스트 (2005)
- 러브 액츄얼리 (2003)
- 윈스턴 처칠의 폭풍전야 (2002)
- 에니그마 (2001)
- 데이빗 코퍼필드 (2000)
- 엘리자베스 (1998)
- 포토그래핑 페어러리 (1997)
- 리차드 3세 (1995)
- 주홍글씨 (1995)
- 셜록 홈즈 - 시리즈 3 (1994)
- 셜록홈즈의 마지막 흡혈귀 (1993)
- 셜록홈즈의 일등 신랑감 (1993)
- 샤도우랜드 (1993)
- 셜록홈즈의 협박의 대가 (1992)
- 렛 힘 헤브 잇 (1991)
- 셜록홈즈의 바스커빌가의 개 (1988)
- 셜록홈즈의 네 사람의 서명 (1987)
- 셜록 홈즈 - 시리즈 2 (1986)
- 아기 공룡 베이비 (1985)
- 더 벙커 (1981)
- 홀로코스트 (1978)
- 더 헌팅 오브 줄리아 (1977)
- 블랙 윈드밀 (1974)
- 크라운 코트 (1972)
- 어 플리 인 허 이어 (1968)
- 오델로 (1965)
- 조라는 이름의 사나이 (1943)